# Hirosaki
Hirosaki (弘前市; Hirosaki-shi) és una ciutat del Japó situada a la prefectura d'Aomori.